# Горан Богдановић (фудбалер)
Горан Богдановић (Смедерево, 27. април 1967) бивши је југословенски и српски фудбалер.

## Каријера
Каријеру је започео у Смедереву, где је играо у периоду од 1979. до 1985. године. Професионалну каријеру започео је у Партизану, где је играо од 1985. до 1993. године на 149 утакмица, а постигао је 7 голова. Са Партизаном освојио је Првенство Југославије у сезонама 1985/86, 1986/87, а након одслужења војног рока и првенство у сезони 1988/89. Са Партизаном је такође освојио Југословенски Супер куп 1989. године и Куп Југославије у сезони 1991/92.
У фебруару 1993. године Богдановић се преселио у Шпанију, где је играо за Мајорку у Другој лиги Шпаније. У клубу је провео две и по године, пре него што је у лето 1995. године прешао у Еспањол у Првој лиги Шпаније. Године 1998. прешао је у Екстремадуру, где је играо до 1999. године.
У јануару 2000. године Богдановић се вратио у Сартид Смедерево. Брзо је добио прво место у тиму и клубу помогао да освоји Куп Србије и Црне Горе у сезони 2002/03. На крају сезоне 2003/04 Богдановић се повукао из фудбала. Опроштајну утакмицу имао је у јулу 2004. године на мечу између Смедерева 1924. и Партизана.
Био је добар техничар и познат по добрим дриблинзима.
Само две недеље након што се пензионисао, постављен је за директора Смедерева. Остао је на функцији до августа 2012. године пре него што је напустио клуб након неслагања с новоименованим управним одбором.

## Статистика
| Клуб             | Сезона    | Лига | Лига | Континентално | Континентално |
| Клуб             | Сезона    | Ута  | Гол  | Ута           | Гол           |
| ---------------- | --------- | ---- | ---- | ------------- | ------------- |
| Мајорка          | 1992–93   | 13   | 0    | —             | —             |
| Мајорка          | 1993–94   | 34   | 7    | —             | —             |
| Мајорка          | 1994–95   | 24   | 0    | —             | —             |
| Мајорка          | Укупно    | 71   | 7    | —             | —             |
| Еспањол          | 1995–96   | 24   | 5    | —             | —             |
| Еспањол          | 1996–97   | 34   | 1    | 3             | 0             |
| Еспањол          | 1997–98   | 0    | 0    | —             | —             |
| Еспањол          | Укупно    | 58   | 6    | 3             | 0             |
| Екстремадура     | 1997–98   | 16   | 0    | —             | —             |
| Екстремадура     | 1998–99   | 7    | 0    | —             | —             |
| Екстремадура     | Укупно    | 23   | 0    | —             | —             |
| Сартид Смедерево | 1999–2000 | 20   | 1    | —             | —             |
| Сартид Смедерево | 2000–01   | 23   | 0    | —             | —             |
| Сартид Смедерево | 2001–02   | 28   | 4    | 4             | 1             |
| Сартид Смедерево | 2002–03   | 17   | 2    | 3             | 0             |
| Сартид Смедерево | 2003–04   | 17   | 0    | 3             | 0             |
| Сартид Смедерево | Укупно    | 105  | 7    | 10            | 1             |

## Трофеји
Партизан
- Првенство Југославије: 1985/86, 1986/87
- Куп Југославије: 1991/92
- Југословенски Супер куп: 1989

Сартид Смедерево
- Куп Србије и Црне Горе:  2002/03